# 谢尔盖·戈格利泽
谢尔盖·阿尔谢尼耶维奇·戈格利泽（俄语：Сергей (Серго) Арсеньевич (Арсентьевич) Гоглидзе，1901年8月12日—1953年12月23日）格鲁吉亚人，主持格鲁吉亚大清洗的领导人之一，是贝利亚的亲信，斯大林去世后被提拔为苏联內務人民委員部第三局局长，1953年贝利亚被捕后，被免职逮捕处决。